# シルダリヤ州
座標: 北緯40度25分 東経68度40分 / 北緯40.417度 東経68.667度
シルダリヤ州（ウズベク語: Sirdaryo viloyati、ロシア語: Сырдарьинская область）は、ウズベキスタンの地方行政区画。ウズベキスタン中央部のシルダリヤ川左岸に位置し、タシュケント州、ジザフ州、およびカザフスタン、タジキスタンに隣接する。

## 概要
シルダリヤ州は、8つの地区に分けられる。州都のグリスタン（人口5.4万人）のほか、主要都市としてバフト、バヤウート、ファルハド、カフラマン、サイフン、シルダリヤ、シリン、ヤンギイェルがある。
気候は典型的な大陸性気候である。主要な農業生産物は、灌漑農業による綿花や穀物のほか、メロン、ヒョウタン、ジャガイモ、トウモロコシ、ブドウなどである。
工業部門では、建設資材、灌漑設備、綿花処理が盛んなほか、シルダリヤ川にあるファルハドダムを利用した水力発電所では、ウズベキスタンの消費電力の3分の1を生産している。

## 地方行政区画

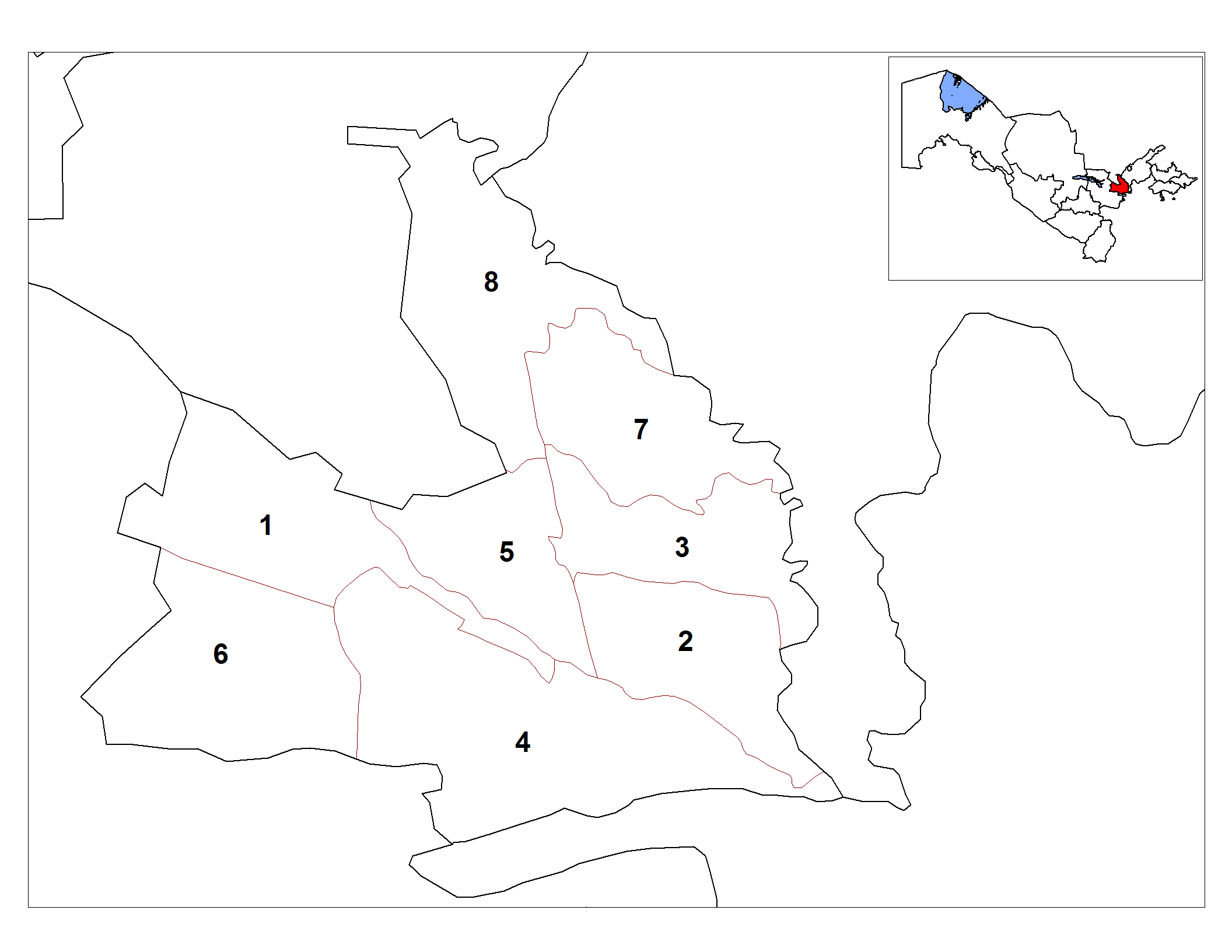
シルダリヤ州の地方行政区画

|   | 地区名               | ウズベク語表記 | 行政機関所在地 | ウズベク語表記 |
| - | -------------------- | -------------- | -------------- | -------------- |
| 1 | アカルティン地区     | Oqoltin        | サルドバ       | Sardoba        |
| 2 | バヤウート地区       | Boyovut        | バヤウート     | Boyovut        |
| 3 | グリスタン地区       | Guliston       | デフカナバード | Dehkonobod     |
| 4 | ハヴァス地区         | Xovos          | ハヴァス       | Xovos          |
| 5 | ミルザーバード地区   | Mirzaobod      | ナフルーズ     | Navruz         |
| 6 | サルドバ地区         | Sardoba        | パフターバード | Paxtaobod      |
| 7 | サイフナーバード地区 | Sayxunobod     | サイフン       | Sayxun         |
| 8 | シルダリヤ地区       | Sirdaryo       | シルダリヤ     | Sirdaryo       |

## 主要都市
- グリスタン Guliston
- ヤンギイェル Yangiyer
- シルダリヤ Sirdaryo
- シリン Shirin
- バフト Baxt